# 635
635(육백삼십오)는 634보다 크고 636보다 작은 자연수다.

## 수학
- 합성수로, 그 약수는 1, 5, 127, 635다. 진약수의 합은 133이므로, 635는 부족수다.
  - 195번째 반소수다. 앞의 반소수는 634, 다음 반소수는 649다.
- {\displaystyle 635=53+59+61+67+71+73+79+83+89}
  - 연속하는 소수(素數) 9개의 합으로 나타낼 수 있으며, 이 성질을 지닌 앞의 수는 593, 다음 수는 679다.
- {\displaystyle 635=5^{2}+13^{2}+21^{2}}
  - 공차가 8인 세 자연수의 제곱합으로 나타낼 수 있는 수다. 이 성질을 지닌 앞의 수는 560, 다음 수는 716이다.
- {\displaystyle 19^{6}-1}은 635로 나누어떨어진다.

## 과학
- NGC 635(영어판): 고래자리 방향에 있는 나선은하.

## 교통

### 철도
- 서울 지하철 6호선 신당역의 역번호.

### 도로
- 국도 제635호선
  - 스페인 635번 국도(스페인어판)
- 기타 도로
  - 635번 지방도: 전북특별자치도 장수군 계북면에서 충청남도 금산군 복수면까지 이어지는 대한민국의 지방도.
  - 현도 제635호선

## 군사
- U-635(영어판): 제2차 세계 대전에 사용된 나치 독일의 군용 잠수함.

## 문화유산
- 대한민국의 보물 제635호: 경주 계림로 보검

## 기타
- 연도: 635년, 기원전 635년
- 6-3-5 브레인라이팅